# Джефф Бріггс
Джефф Бріггс (англ. Jeffery Briggs; нар. 10 березня 1957) — американський композитор, який пише музику до відеоігор.

## Біографія
Джефф Бріггс народився 10 березня 1957 року.
Вчився і отримав дипломи в Іллінойському університеті в Урбана-Шампейн, і в Істменській школі музики.
Джефф працював і брав участь у справах компанії MicroProse. Наприклад, брав участь в розробці гри Civilization, Civilization II, і багатьох інших.
У 1996 році коли і рік не пройшов з моменту випуску Civilization II, в компанії MicroProse почалася криза, яку вона не витримала і розпалася.
Також у 1996 році, після розпаду, Сід Мейер заснував нову компанію Firaxis Games. З цією компанією  Бріггс брав участь у створенні Civilization III, Civilization III PTW, Civilization III: Conquest, Civilization IV і багато інших.